# Sveriges landslag i rullstolscurling
Sveriges landslag i rullstolscurling är en relativt ny företeelse i svensk rullstolscurling. De tävlade genom Lag Jungnell i paralympiska vinterspelen 2006 och fick då ett paralympiskt brons.

## Lag Jungnell
Medlemmarna i detta lag är Jalle Jungnell, Glenn Ikonen, Bernt Sjöberg, Anette Wilhelm och Rolf Johansson. De tog sin första medalj (brons) 2006 i de paralympiska vinterspelen genom att vinna mot Norge. Deras tidigare tävlingshistoria hade nästan uteslutande resulterat i fjärdeplatser.
2010 tog Sverige återigen paralympiskt brons. I laget ingick vid bronsmatchen Jalle Jungnell, Patrik Burman, Anette Wilhelm och Patrik Kallin.